# Kevin
Kevin je  moško osebno ime.

## Izvor imena
Ime Kevin je irsko ime, ki izvira iz starega irskega imena Caoimhghín oziroma Caemgen.

## Pogostost imena
- V Sloveniji se je ime Kevin pojavilo dokaj pozno, saj je bil leta 1990 samo en dotičnež s takšnim imenom. Po 16 letih se to ime že precej pojavlja in je tudi moderno.
- Po podatkih Statističnega urada Republike Slovenije je bilo na dan 31. decembra 2007 v Sloveniji število moških oseb z imenom Kevin: 493.[1]